# San Francisco de Asís en Acilia (título cardenalicio)
San Francisco de Asís en Acilia es un título cardenalicio de la Iglesia Católica. Fue instituido por el papa Juan Pablo II en 2001.

## Titulares
- Wilfrid Fox Napier, O.F.M. (21 de febrero de 2001)